# ブラック・サタデー (プロレス)
ブラック・サタデー（Black Saturday、黒い土曜日）とは、1984年7月14日、ビンス・マクマホンと彼の団体WWFが、ジョージア・チャンピオンシップ・レスリング（GCW）のレギュラー番組枠であった、スーパーステーションWTBS（現在のTBS）の毎週土曜夜の放映枠を乗っ取った事件を指して、アメリカのプロレスファンが名付けた名前。この出来事は、この後10年以上にもわたって繰り広げられたアメリカプロレス界の熾烈な視聴率戦争（マンデー・ナイト・ウォーズ）のきっかけにもなった。

## 背景
GCWの週一回のテレビシリーズは、1972年に当時のWTCG局オーナーのテッド・ターナーが、WQXI局から放映権を買収した後に始まった。この時から、GCWの番組は毎週土曜日夜に2時間枠で放映された。1976年、WTCG局がケーブルテレビ放送を開始してスーパーステーションWTBS局に改名すると、GCWの試合はNWAテリトリーの中で初めてアメリカ全土で視聴が可能となった。1982年、GCWは番組名を『ジョージア・チャンピオンシップ・レスリング』から『ワールド・チャンピオンシップ・レスリング』へと改名した。
1983年、その数年前から『チャンピオンシップ・レスリング』と『オール＝スター・レスリング』の二つの収録番組で、地上波での放送の展開を全国的に開始していたビンス・マクマホン・ジュニアのWWFは、別のケーブルテレビのUSAネットワーク局の日曜朝の時間枠を買い、彼の団体の番組『オール・アメリカン・レスリング』の放映を開始した。さらにその翌年、マクマホンはUSAネットワーク局で『チューズデー・ナイト・タイタンズ』の放映を開始した。
この1984年当時、アメリカのケーブルテレビでプロレス番組を放映していたのは、USAネットワーク局とアトランタのWTBS局のみであった。全国拡大を図るマクマホンは、WTBS局の放映枠を狙って、局オーナーのターナーに交渉するが、これはすぐに断られた。マクマホンは別の方法でアプローチした。彼は、当時GCWの首脳部の一部に、ブッカーであったオレイ・アンダーソンのブッキングと会社の経営方法に不満があったところに狙いをつけ、ジャック・ブリスコ、ジェリー・ブリスコのブリスコ兄弟が所有していたGCWの株25%をすぐに取得した。さらに、アンダーソンのクーデターによって辞任に追い込まれていたプロモーターのジム・バーネットがマクマホンにGCW株を売却した結果、WWFの所有するGCWの株は過半数を占め、WTBS局の土曜日夕方の『ワールド・チャンピオンシップ・レスリング』の番組枠を手に入れた。
GCWによる最後の番組は1984年7月7日で終了し、翌週の7月14日、番組は司会のフレディ・ミラーが新オーナーのマクマホンを紹介するシーンから始まった。マクマホンはチャンネルを合わせたGCWのファンに、WWFの新番組はそれまでと変わらず期待できることを宣伝した。
しかし、その時間枠でスタジオマッチを繰り広げていた番組『ワールド・チャンピオンシップ・レスリング』とは異なり、WWFによるTBSの番組は、もっぱらUSAネットワーク局での番組や自社制作の放送のハイライト、またはマディソン・スクエア・ガーデン、ボストン・ガーデンなどの大会場での試合であった。これは、アトランタのTBSのスタジオで試合を収録してオリジナルの番組を提供するとした契約に違反していた。

## 反響
TBSでのWWFの番組は開始当初から視聴率が悪かった。それまでの試合に重点を置いたNWAスタイルから、WWFのソープオペラのようなスタイルに変わったことを嫌ったGCWファンからの怒りの手紙や電話がTBSに殺到したことで、問題はさらに過熱した。
局オーナーのターナーは視聴率の低下を問題視し、日曜夜の時間枠にビル・ワットの運営する『ミッド・サウス・レスリング』（MSWA）の中継放送を持って来た。TBSでのプロレス番組の独占権は自分にあると思っていたマクマホンは快く思わなかったのだが、ジム・ロスが司会を務めたMSWAの中継は視聴率で土曜夕方のWWFの番組を大きく上回った。加えて、ターナーは土曜朝にアンダーソンの『チャンピオンシップ・レスリング・フロム・ジョージア』を放映。この土曜朝の番組ですら、WWFの番組よりも視聴率で上回ったのだった。

## その後
WWFによるTBSでの番組は長く続かなかった。1985年4月、改編に伴い、マクマホンはTBSの時間枠とGCWの名称を、ミッド=アトランティックを本拠地としていたジム・クロケット・プロモーションズに売却した。ジム・クロケット・ジュニア主宰の同団体は、のちにWCWの母体となる。マクマホンのUSAネットワークとの契約にはこの一連の動きに影響なく、1985年1月、彼はTBSでやっていた番組と似たような番組を、『WWFプライム・タイム・レスリング』として放映を開始した。
これらの一連の動きの結果として、その後10年以上もマクマホンとターナーはレスリング業界で敵対することとなり、2001年に破産したWCWをマクマホンが買収するまでそのライバル関係は続いた。
さらに、ターナーがワットとアンダーソンに時間枠を与えた決断によって、間接的に他のレスリング団体も全国的なケーブルテレビの契約を増やすことになった。バーン・ガニアのAWAは1985年にESPNと契約して参入した。1986年にはフリッツ・フォン・エリックのWCCWがESPNでの週一の時間枠を得て、1990年には、ハーブ・エイブラハムのUWFが、スポーツチャンネル・アメリカで放送を開始した（これらの団体はすべて、1994年までにはケーブルテレビ放送から撤退している）。

## 参照
1. ↑  毎週日曜の東部時間朝11時からの時間枠。この時間枠はもともと、1982年12月5日からテキサス州サンアントニオを拠点にした『サウスウェスト・チャンピオンシップ・レスリング』の時間枠であった。タリー・ブランチャードとボブ・スウィータンの流血試合（これは放映されなかった）や、団体が一週間に7000ドルの支払いができなくなったことで、USAネットワークは契約を取り消した。
2. ↑  『Gスピリッツ Vol.55』P90（2020年、辰巳出版、ISBN 4777825302）
3. ↑  National Wrestling Alliance: The Untold Story of the Monopoly That Strangled Pro Wrestling,
著者:Tim Hornbaker p,354
4. ↑  John F. Molinaro. “End of an era on TBS Solie, Georgia and 'Black Saturday'”.   SLAM! Sports. 2007年4月10日閲覧。